# Nergal-ereš
Nergal-ēreš (immer dIGI.DU, Lesung nicht völlig gesichert, auch Palil-ēreš) war von mindestens 803 bis 775 v. Chr. ein assyrischer Statthalter (limu) im westlichen und südwestlichen Assyrien unter Adad-nīrārī III. und Salmanassar IV. Er war zuerst Statthalter von Raṣappa, dann von Sirqu, Laqe, Hindanu (seit 797 v. Chr., Königsstele von Saba'a), Anat und Suhi (beide nach 797 v. Chr.).
Er errichtete sowohl die Tell al-Rimah, als auch die Schech-Hamad-Stele, die von Hormuzd Rassam 1879 gefunden wurde und sich heute im British Museum befindet. Ein weiteres Bruchstück gelangte in den Kunsthandel, der Verbleib ist unbekannt, die in abgekürzter Form von den Feldzügen von Adad-nīrārī III. in den Westen, und besonders der Niederwerfung von Damaskus berichten, an denen Nergal-ēreš vermutlich wesentlichen Anteil hatte. Tadmor hält ihn für den "starken Mann" zur Zeit des jungen Adad-nirari III.
Sein Siegel ist überliefert, es enthält, im Gegensatz zu anderen Statthaltersiegeln dieser Zeit nur Schriftzeichen.
Seine Eunuchen waren Išme-ilu (Gott hat erhört), der aus einem Siegelabdruck aus der Unterstadt von Dur-Katlimmu (SH 03/5953/0208) bekannt ist und Aššur-belu-uṣur, ebenfalls durch ein Siegel belegt. Das Siegel des Išme-ilu zeigt einen Löwendrachen.